# 龙寺生态园
31°26′43″N 120°13′53″E / 31.44532°N 120.23148°E
龙寺生态园，位于军嶂山上，位于中华人民共和国江苏省无锡市滨湖区，是当地的一个旅游景点、3A级旅游景区。

## 特点
2003年，当地政府开始筹建龙寺生态园，面积约1平方公里，主要种植水果及茶叶。生态园中有龙寺（又名成性寺）、三国将领陆逊墓地、明朝状元孙继皋墓地、外交家薛福成墓地。当地有“三月初三”军嶂山庙会，纪念真武帝诞辰日。2003年12月，被批准为国家AA级旅游景区，后升级为国家3A级旅游景区。

## 图库

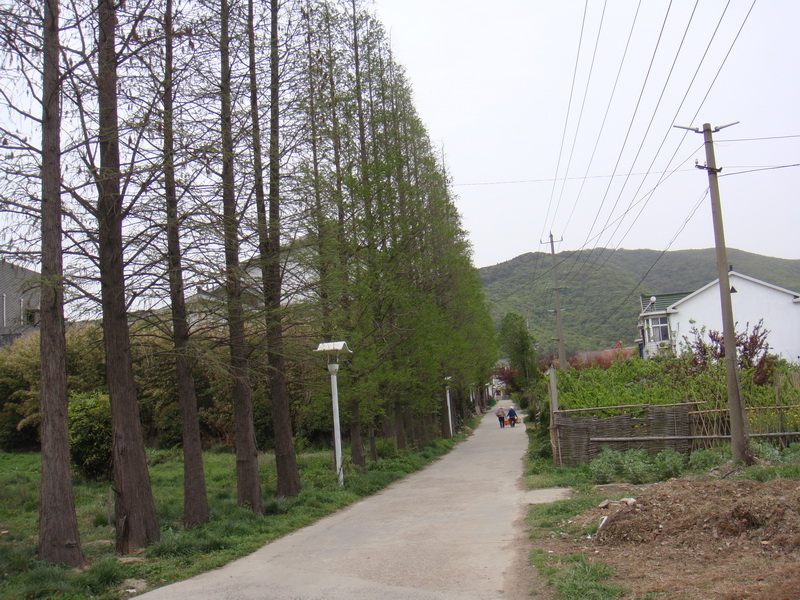
进入生态园的道路
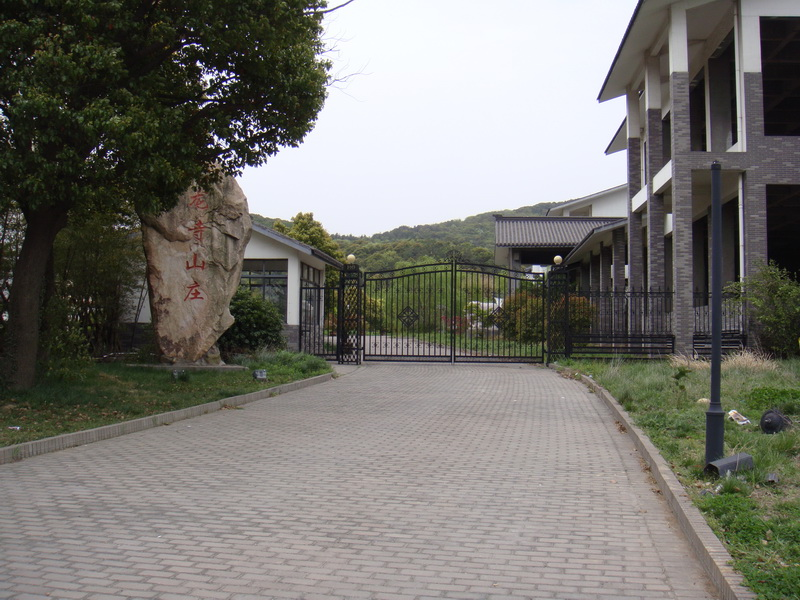
龙寺山庄
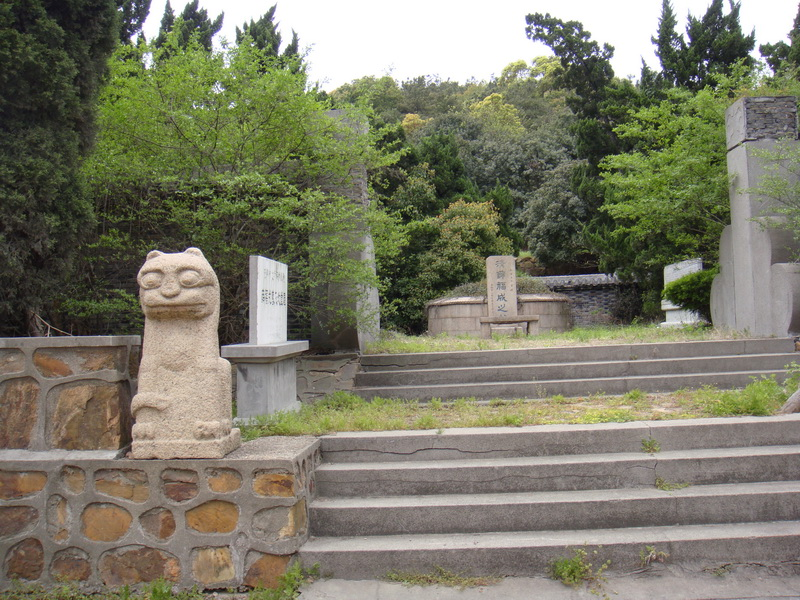
薛福成之墓
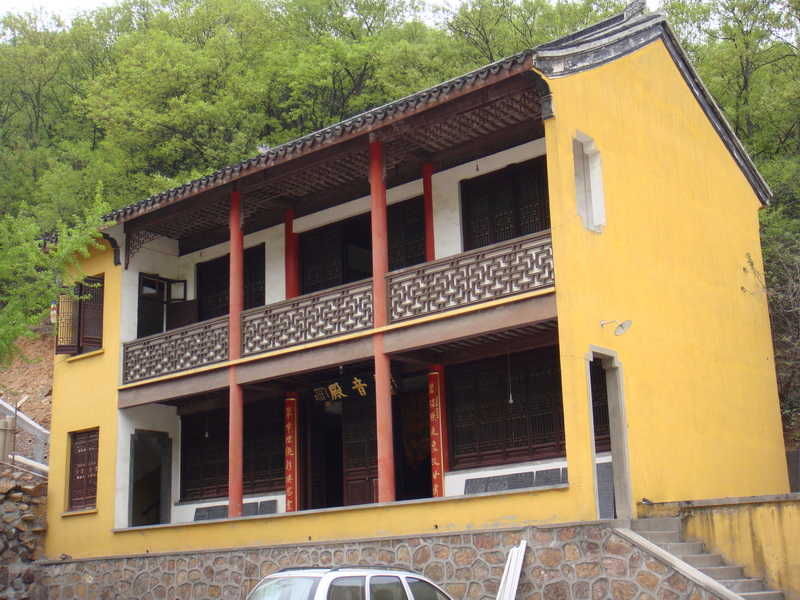
龙寺观音殿
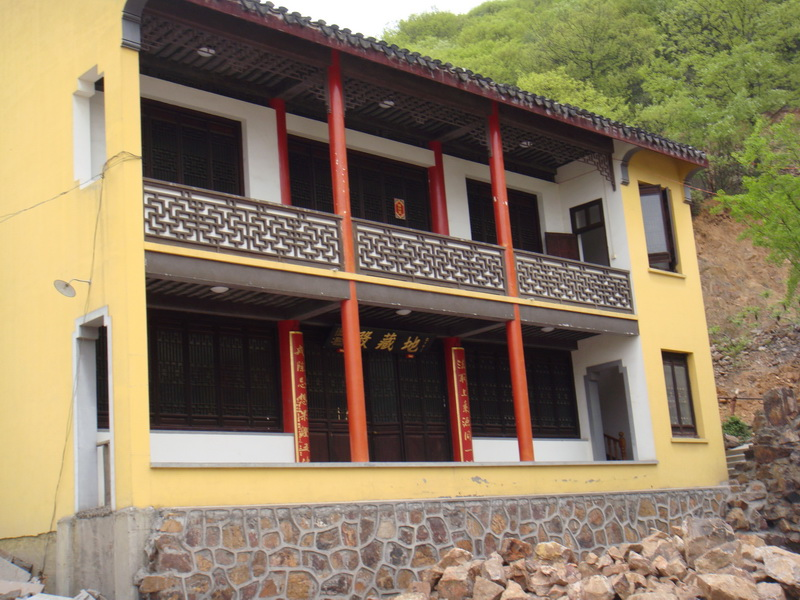
龙寺地藏殿
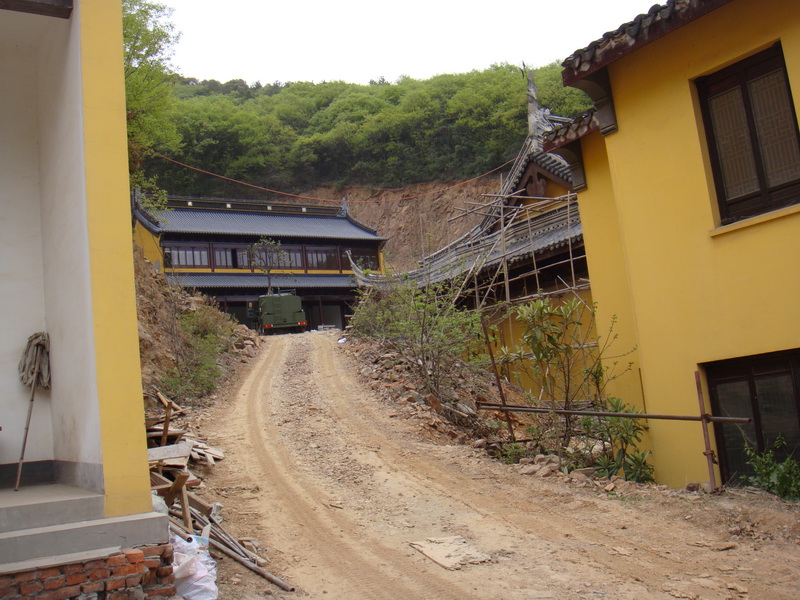
2011年龙寺施工工地